# Ерт (Техас)
Ерт (англ. Earth) — місто (англ. city) в США, в окрузі Лемб штату Техас. Населення — 901 особа (2020).

## Географія
Ерт розташований за координатами 34°14′2″ пн. ш. 102°24′33″ зх. д. / 34.23389° пн. ш. 102.40917° зх. д. (34.233800, -102.409176).  За даними Бюро перепису населення США в 2010 році місто мало площу 3,11 км², уся площа — суходіл.

## Демографія
Згідно з переписом 2010 року, у місті мешкало 1065 осіб у 375 домогосподарствах у складі 290 родин. Густота населення становила 342 особи/км².  Було 453 помешкання (146/км²).
Расовий склад населення:
| - 77,3 % — білих - 4,0 % — чорних або афроамериканців - 18,0 % — осіб інших рас |

До двох чи більше рас належало 0,7 %. Частка іспаномовних становила 63,8 % від усіх жителів.
За віковим діапазоном населення розподілялося таким чином: 32,5 % — особи молодші 18 років, 52,6 % — особи у віці 18—64 років, 14,9 % — особи у віці 65 років та старші. Медіана віку мешканця становила 34,7 року. На 100 осіб жіночої статі у місті припадало 97,6 чоловіків;  на 100 жінок у віці від 18 років та старших — 91,7 чоловіків також старших 18 років.
Середній дохід на одне домашнє господарство  становив 48 010 доларів США (медіана — 36 429), а середній дохід на одну сім'ю — 56 623 долари (медіана — 44 688). Медіана доходів становила 50 833 долари для чоловіків та 23 618 доларів для жінок. За межею бідності перебувало 17,9 % осіб, у тому числі 22,2 % дітей у віці до 18 років та 10,1 % осіб у віці 65 років та старших.
Цивільне працевлаштоване населення становило 331 особа. Основні галузі зайнятості: сільське господарство, лісництво, риболовля — 34,1 %, освіта, охорона здоров'я та соціальна допомога — 17,5 %, роздрібна торгівля — 17,2 %.